# 武田有義
武田 有義（たけだ ありよし）は、平安時代末期から鎌倉時代初期にかけての武将。逸見 有義（へみ ありよし）とも。甲斐源氏4代当主で武田氏初代当主・武田信義の四男（あるいは長男、三男）。後に伯父の逸見光長の養子になった。

## 経歴
『吾妻鏡』に拠れば、治承4年（1180年）4月に後白河天皇皇子・以仁王の平家討伐令旨が東国へ到達されると、伊豆の源頼朝ら源氏の一族は反平家の挙兵を行い治承・寿永の乱となる。甲斐源氏の挙兵は伊豆の頼朝が石橋山の戦いにおいて平家方に敗退した直前にあたる同年8月20日前後と考えられているが、当初は甲斐源氏の諸族は同一行動を取っておらず、平家方に仕えていた加賀美遠光の子秋山光朝や小笠原長清は在京しており、有義も上洛して高倉天皇中宮の侍長、また左兵衛尉に任官し平清盛の嫡男・重盛に仕えていた。
甲斐源氏は有義の父である武田信義らに率いられ挙兵し、富士川の戦いなどで平家方を撃退し有義も活躍している。頼朝が鎌倉において関東経営に着手すると甲斐源氏は南都北嶺衆徒や近江源氏らと共に反平家勢力の中心的存在となり、同年9月5日、11月7日には頼朝追討宣旨が発せられ、頼朝のみならず武田信義ら甲斐源氏の一族も追討の対象となった。
京においても富士川の戦いにおける平家方の敗退、遠江・三河方面までの甲斐源氏の勢力伸張の情報はもたらされており、同年12月24日には有義の妻が都で何者かに殺害され、梟首される事件が起き、翌年正月4日に有義は解官されている。
鎌倉の頼朝は平家討伐を進める一方で諸勢力の分断策を図り、甲斐源氏では寿永3年（1184年）に信義の長男である一条忠頼が誅殺され、父・信義を始め板垣兼信、安田義定ら甲斐源氏の有力者は相次いで没落し、また板垣・安田らの没落により甲斐源氏の中心氏族は有義の武田氏と小笠原氏となる。
有義は文治4年（1188年）、鶴岡八幡宮における大般若経の供養の式の場において、頼朝によって面罵される。この際有義は頼朝の御剣役を命ぜられ、これを渋る様子を見せたところ、かつて平重盛の御剣役を務めていたことを頼朝から指摘され、満座の中で大いにその面目を失った。この事件の影響で、その後は求心力を失ったという。
『吾妻鏡』に拠れば、正治2年（1200年）、頼朝の死後における梶原景時の変に際して、景時と同心したという嫌疑をかけられ、本拠地の甲斐国から逐電し、その地位を失ったとされる。この過程においては、有義を征夷大将軍に擁立するという趣旨の景時の密書がその居館から発見されたとの申し立てが、弟の伊沢信光によって行われた。この事件以降『吾妻鏡』においては有義の名は現れず、「伊沢」「武田」両姓が併記されていた信光の姓が「武田」に統一され、武田氏棟梁の地位は信光に移ることになったと考えられている。
鎌倉時代の文治2年4月8日醍醐寺文書目録（『醍醐雑事記』）には志摩荘・小松荘に隣接する荘園として「塩戸荘」の存在が見られ、山梨県甲府市塩部付近に所在していたと推定されている。武田有義の子息である有信は塩部氏を称したとされていることから塩戸荘の在地領主候補には有義が挙げられており、甲府市丸の内3丁目の法輪寺の石地蔵は有義の墓所とする伝承がある。これは西青沼に所在した末寺の地蔵庵から移転されたもので、『甲斐国志』に拠れば「将軍地蔵」「かんかん地蔵」と通称されていたという。
また、甲府市善光寺に所在する甲斐善光寺に伝わる阿弥陀如来像は、甲府市千塚に所在した光増寺の本尊像で、これは有義による勧請であると考えられている。

## 画像集

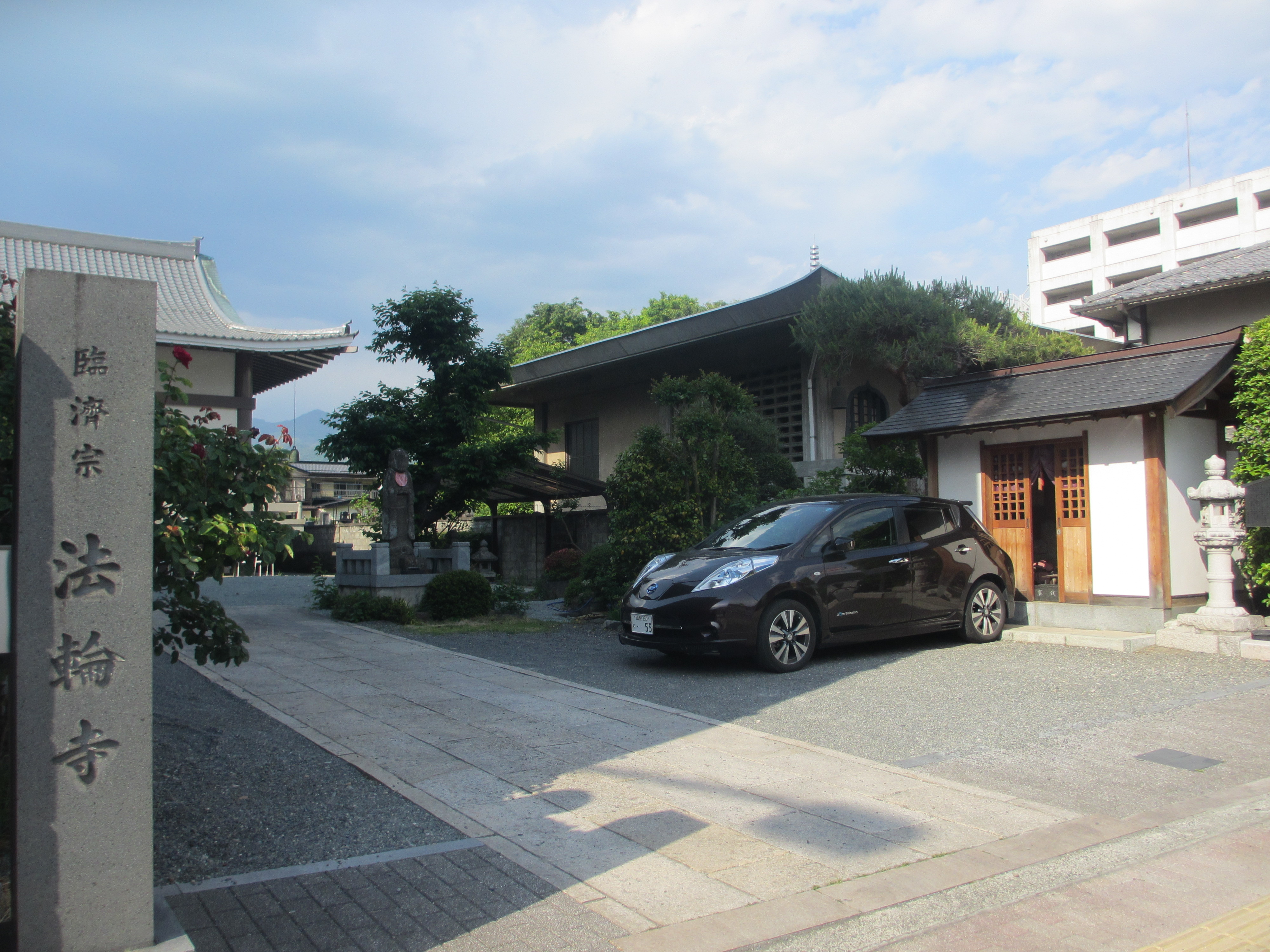
法輪寺本堂＋地蔵堂（甲府市丸の内３丁目27－13駅南口から県民文化ホール近く）
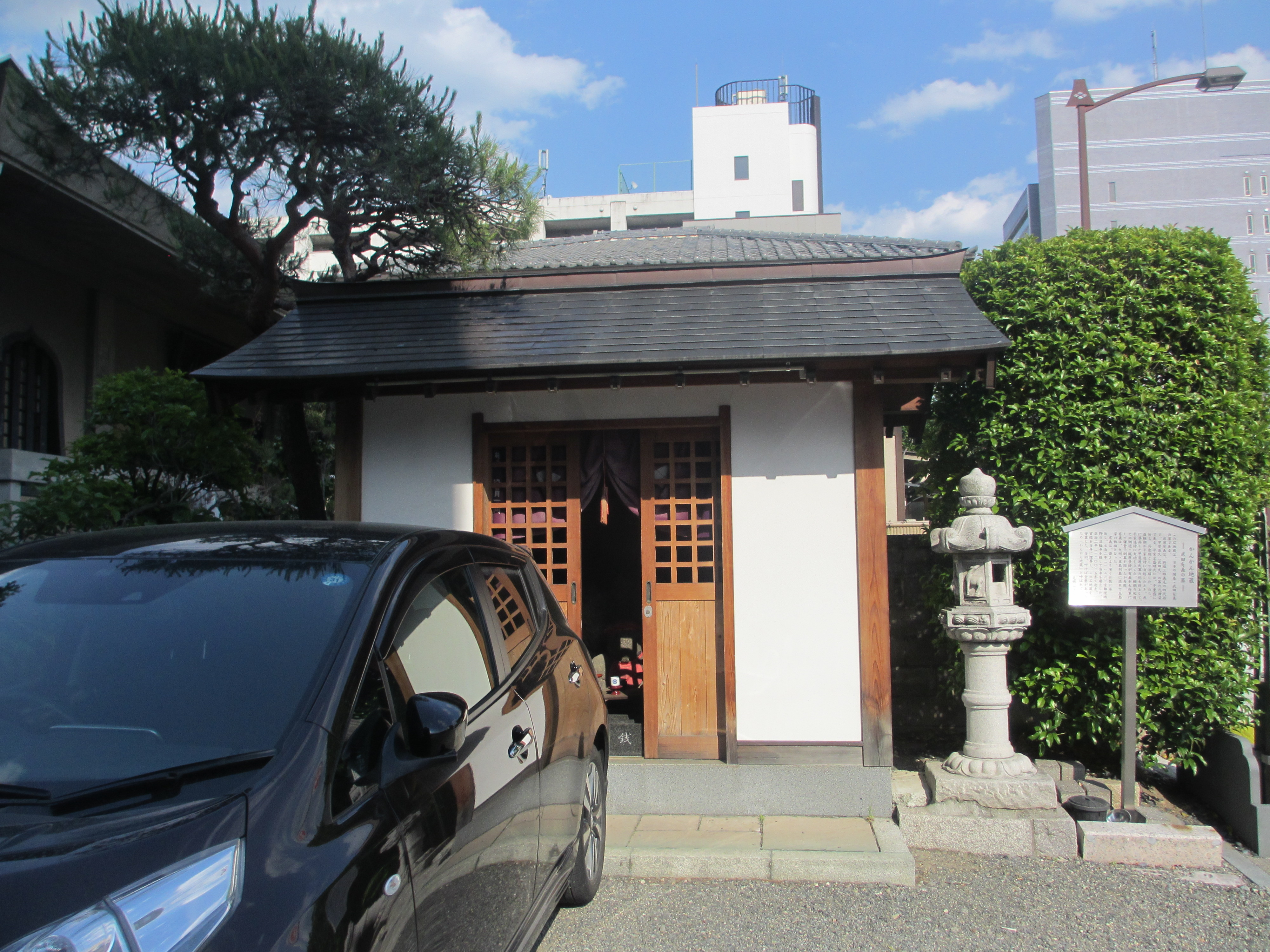
かんかん地蔵堂全体像＋説明板(武田有義公は最終的に五島列島に逃れたとある）
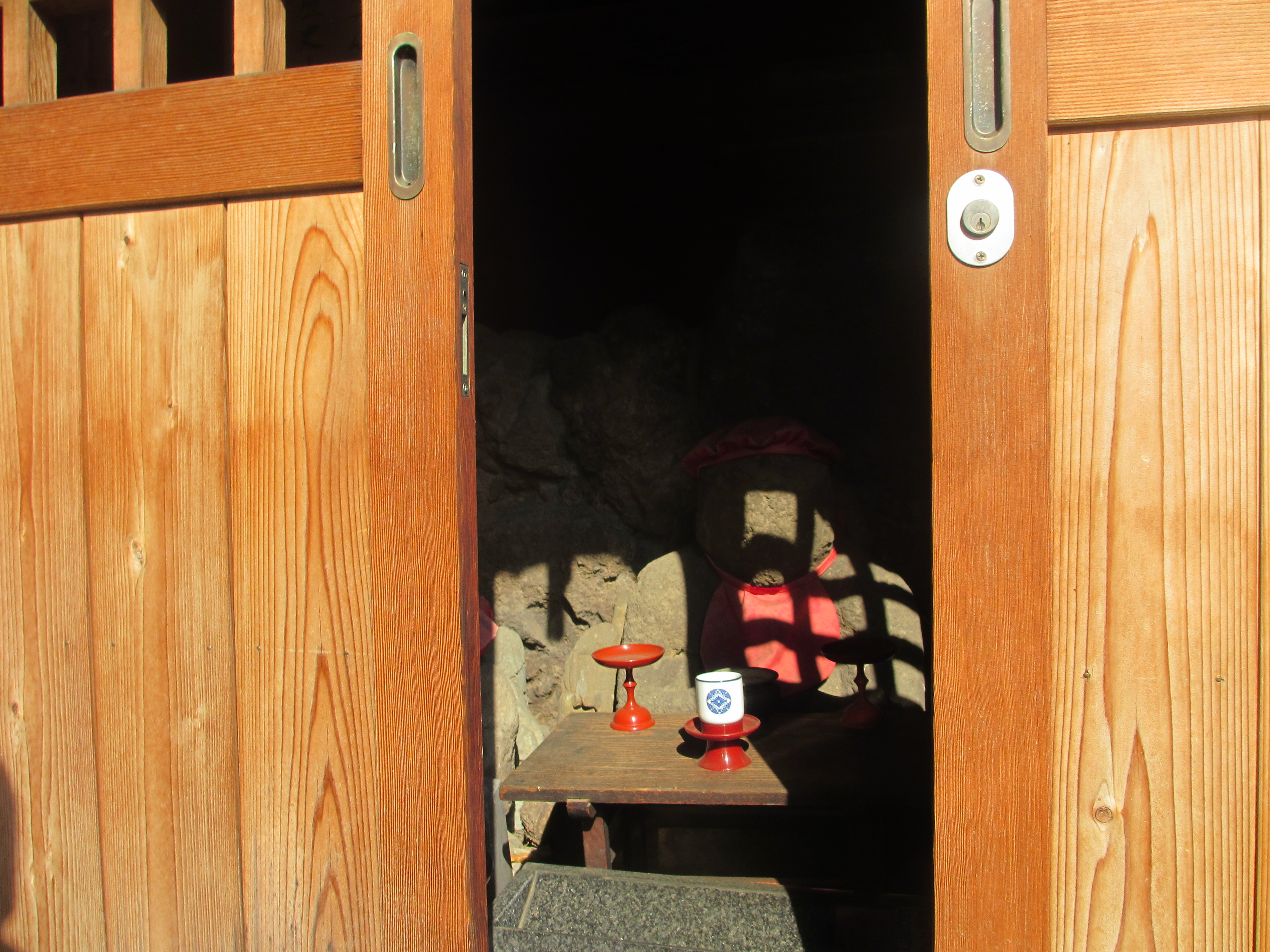
かんかん地蔵（地蔵堂扉は半開き状態）